# Clásica de San Sebastián 2017
Clásica de San Sebastián 2017 – 37. edycja jednodniowego wyścigu kolarskiego Clásica de San Sebastián odbył się 29 lipca 2017. Start i meta wyścigu znajdowały się w San Sebastián.

## Uczestnicy
Na starcie tego klasycznego wyścigu stanęło 20 zawodowych ekip, osiemnaście drużyn jeżdżących w UCI World Tour 2017 i dwie profesjonalne ekipy zaproszone przez organizatorów z tzw. "dziką kartą".
| Numery | Kod | Drużyna                |
| ------ | --- | ---------------------- |
| 1-8    | TFS | Trek-Segafredo         |
| 11-18  | ALM | Ag2r-La Mondiale       |
| 21-28  | AST | Astana Pro Team        |
| 31-38  | TBM | Bahrain-Merida         |
| 41-48  | BMC | BMC Racing Team        |
| 51-58  | BOH | Bora-Hansgrohe         |
| 61-68  | CJR | Caja Rural-Seguros RGA |
| 71-78  | CDT | Cannondale-Drapac      |
| 81-88  | COF | Cofidis                |
| 91-98  | FDJ | FDJ                    |

| Numery  | Kod | Drużyna              |
| ------- | --- | -------------------- |
| 101-108 | LTS | Lotto Soudal         |
| 111-118 | MOV | Movistar Team        |
| 121-128 | ORS | Orica-Scott          |
| 131-138 | QST | Quick-Step Floors    |
| 141-148 | DDD | Dimension Data       |
| 151-158 | KAT | Team Katusha-Alpecin |
| 161-168 | TLJ | Team LottoNL-Jumbo   |
| 171-178 | SKY | Team Sky             |
| 181-188 | SUN | Team Sunweb          |
| 191-198 | UAD | UAE Team Emirates    |

## Klasyfikacja generalna
| M-ce | Imię i nazwisko    | Kraj      | Drużyna           | Czas       |
| ---- | ------------------ | --------- | ----------------- | ---------- |
| 1.   | Michał Kwiatkowski | Polska    | Team Sky          | 5h 52' 53" |
| 2.   | Tony Gallopin      | Francja   | Lotto Soudal      | + 0"       |
| 3.   | Bauke Mollema      | Holandia  | Trek-Segafredo    | + 0"       |
| 4.   | Tom Dumoulin       | Holandia  | Team Sunweb       | + 0"       |
| 5.   | Mikel Landa        | Hiszpania | Team Sky          | + 2"       |
| 6.   | Alberto Bettiol    | Włochy    | Cannondale-Drapac | + 28"      |
| 7.   | Anthony Roux       | Francja   | FDJ               | + 38"      |
| 8.   | Greg Van Avermaet  | Belgia    | BMC Racing Team   | + 38"      |
| 9.   | Tiesj Benoot       | Belgia    | Lotto Soudal      | + 38"      |
| 10.  | Nicolas Roche      | Irlandia  | BMC Racing Team   | + 38"      |